# Thomas Mifflin
Thomas Mifflin (10 de enero de 1744 – 20 de enero de 1800) fue un comerciante, soldado y político estadounidense de Pensilvania, considerado uno de los padres fundadores de los Estados Unidos por su papel durante y después de la Revolución Americana . Mifflin fue el primer gobernador de Pensilvania, sirviendo desde 1790 hasta 1799 y también fue el último presidente del estado, sucediendo a Benjamin Franklin en 1788.
Nacido en Filadelfia, Mifflin se convirtió en comerciante después de graduarse de la Universidad de Filadelfia. Después de servir en la Asamblea Provincial de Pensilvania y el Primer Congreso Continental, donde firmó la Asociación Continental, se unió al Ejército Continental en 1775. Durante la Guerra Revolucionaria, Mifflin fue ayudante del general George Washington y fue nombrado intendente general del ejército, ascendiendo al rango de general de división. Regresó al Congreso en 1782 y fue elegido presidente del Congreso al año siguiente. Se desempeñó como presidente de la Cámara de Representantes de Pensilvania de 1785 a 1787 y como presidente del Consejo Ejecutivo Supremo de Pensilvania de 1788 a 1790.
Mifflin participó en la Convención Constitucional de 1787 como delegado y firmó el documento. Tras supervisar el comité que redactó la constitución del estado de Pensilvania, que fue ratificada en 1790, pasó a convertirse en el primer gobernador de Pensilvania. El mandato de Mifflin como gobernador terminó en 1799, y falleció al año siguiente.

## Primeros años y familia

Escudo de armas no oficial utilizado por la familia de John Mifflin

Mifflin nació el 10 de enero de 1744 en Filadelfia, en la provincia de Pensilvania. Era hijo de John Mifflin y Elizabeth Bagnall. Su bisabuelo John Mifflin Jr. (1661–1714) nació en Warminster, Wiltshire, Inglaterra y se estableció en la provincia de Pensilvania. 
Tras licenciarse en el College de Filadelfia (actual Universidad de Pensilvania) en 1760, Mifflin se unió a la empresa mercantil de William Biddle. Se asoció con su hermano, George Mifflin, a su regreso de un viaje a Europa en 1765.
Se casó con una prima segunda, Sarah Morris, el 4 de marzo de 1767. Su hija Emily Mifflin se casó con Joseph Hopkinson, el hijo de Francis Hopkinson . Después de la muerte de Sarah en 1790, Emily se convirtió en la anfitriona de su padre y una fuente familiar hace referencia a un total de cuatro hijas en la familia, "todas mujeres hermosas". Una fuente indica que Sarah "no tenía hijos propios".

## Servicio militar

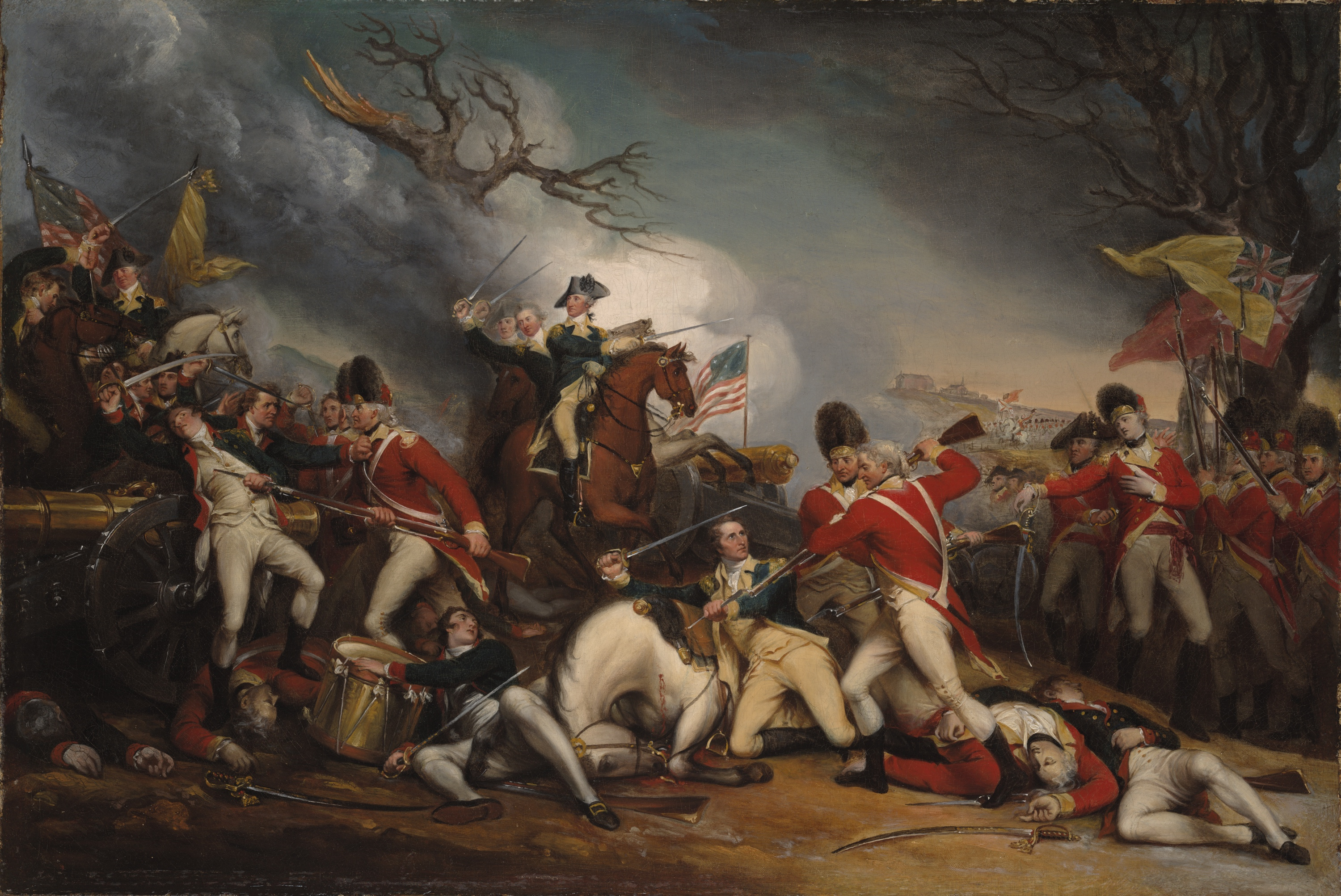
La muerte del general Mercer en la batalla de Princeton, 3 de enero de 1777, pintura de John Trumbull (Mifflin en el extremo izquierdo, al frente de la carga de caballería)

A principios de la Guerra Revolucionaria, Mifflin dejó el Congreso Continental para servir en el Ejército Continental. Fue comisionado como comandante y luego se convirtió en ayudante de campo de George Washington.
El 14 de agosto de 1775, Washington lo nombró primer intendente general del ejército, por orden del Congreso. Aunque se ha dicho que era bueno en el trabajo a pesar de preferir estar en el frente, surgieron dudas sobre su falta de suministro adecuado a Washington y las tropas en Valley Forge, alegando que en su lugar había almacenado y vendido suministros destinados a Valley. Forja al mejor postor. Según se informa, después de que Washington lo confrontó por esto, Mifflin pidió ser relevado como intendente general, pero fue persuadido para que reanudara esos deberes porque el Congreso estaba teniendo dificultades para encontrar un reemplazo.
El liderazgo de Mifflin en la Batalla de Trenton y la Batalla de Princeton condujo a un ascenso a general de división. En el Congreso, hubo un debate sobre si un ejército nacional era más eficiente o si los estados individuales deberían mantener sus propias fuerzas. Como resultado de este debate se creó la Junta de Guerra del Congreso, en la que Mifflin sirvió desde 1777 hasta 1778. Después se reincorporó al ejército, pero desempeñó un papel poco activo, a raíz de las críticas recibidas por su servicio como intendente general. Fue acusado de malversación de fondos y acogió con satisfacción una investigación; sin embargo, ésta nunca se llevó a cabo. Renunció a su cargo, pero el Congreso siguió pidiéndole consejo incluso después de aceptar su dimisión.

## Carrera política

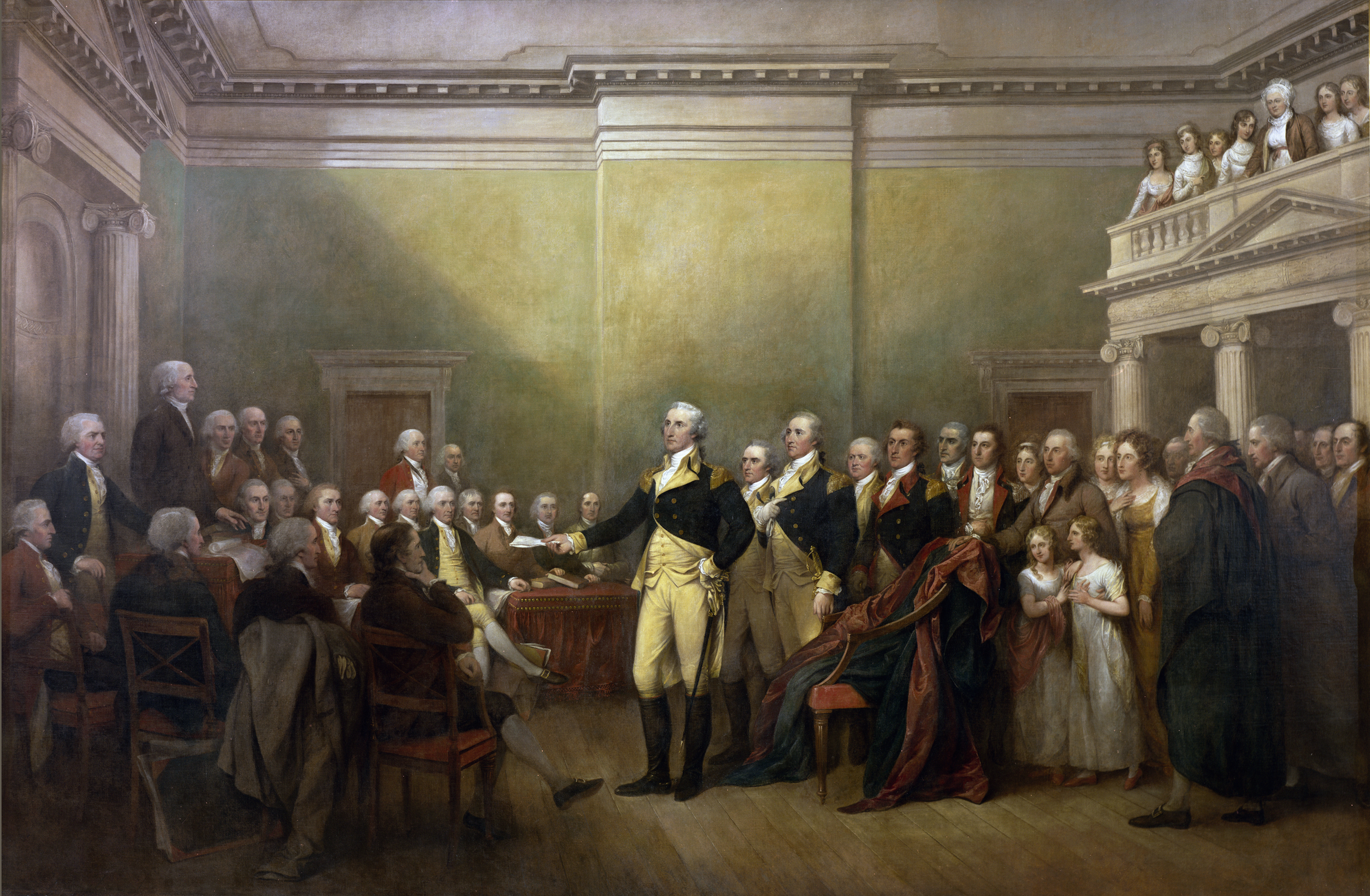
El general George Washington renuncia a su cargo, pintura de John Trumbull (Mifflin de pie a la izquierda), 23 de diciembre de 1783.

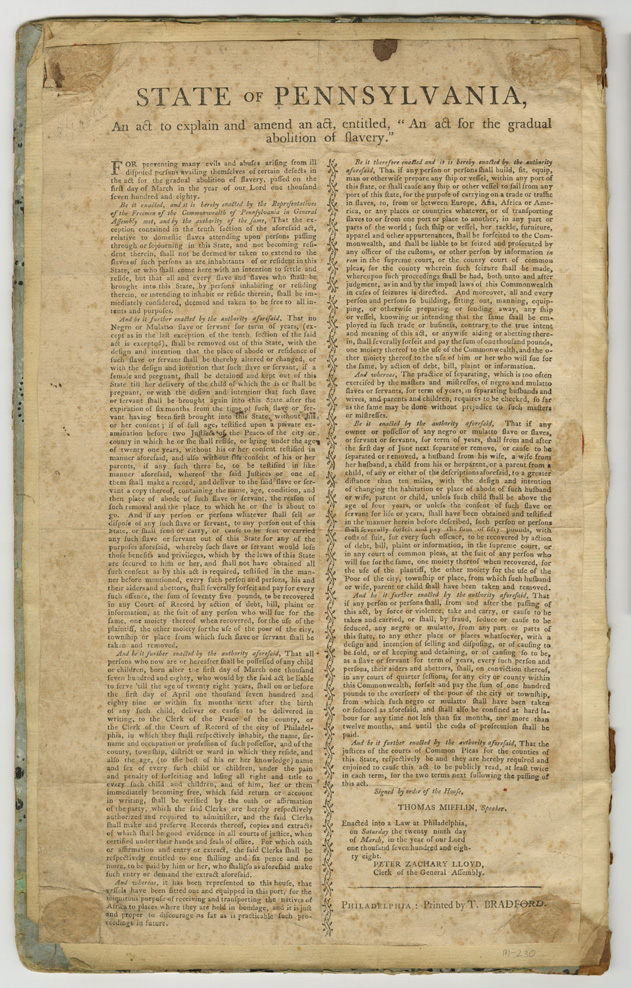
"Estado de Pensilvania. Una ley para explicar y enmendar una ley, titulada “Una ley para la abolición gradual de la esclavitud”. firmado por el gobernador de Pennsylvania, Thomas Mifflin. Filadelfia: Impreso por T. Bradford [1788].

Antes de la independencia estadounidense, Mifflin fue miembro de la Asamblea Provincial de Pensilvania (1772–1776). Sirvió dos mandatos en el Congreso Continental (1774-1775 y 1782-1784), incluidos siete meses (noviembre de 1783 a junio de 1784) como presidente de ese organismo.
El deber más importante de Mifflin como presidente fue aceptar en nombre del Congreso la renuncia del general George Washington el 23 de diciembre de 1783. Después de la guerra, la importancia del Congreso declinó tan precipitadamente que a Mifflin le resultó difícil convencer a los estados de que enviaran suficientes delegados al Congreso para ratificar el Tratado de París, que finalmente tuvo lugar el 14 de enero de 1784 en la Casa del Estado de Maryland en Annapolis. También nombró a Thomas Jefferson como ministro en Francia el 7 de mayo de 1784, y nombró a su antiguo ayudante, el coronel Josiah Harmar, como comandante del Primer Regimiento Americano.
Mifflin luego se desempeñó como delegado a la Convención Constitucional de los Estados Unidos en 1787. Fue signatario de la Asociación Continental y de la Constitución. Sirvió en la casa de la Asamblea General de Pensilvania (1785–1788). Fue miembro del Consejo Ejecutivo Supremo de la Commonwealth de Pensilvania, y el 5 de noviembre de 1788 fue elegido presidente del Consejo, en sustitución de Benjamin Franklin. Fue reelegido por unanimidad a la presidencia el 11 de noviembre de 1789. Presidió el comité que redactó la constitución estatal de Pensilvania de 1790. Ese documento eliminó el Consejo Ejecutivo, reemplazándolo con un solo gobernador.
El 21 de diciembre de 1790, Mifflin se convirtió en el último presidente de Pensilvania y el primer gobernador de la Commonwealth. Ocupó este último cargo hasta el 17 de diciembre de 1799, cuando fue sucedido por Thomas McKean. Luego regresó a la legislatura estatal, donde sirvió hasta su muerte el mes siguiente.

## Vida personal

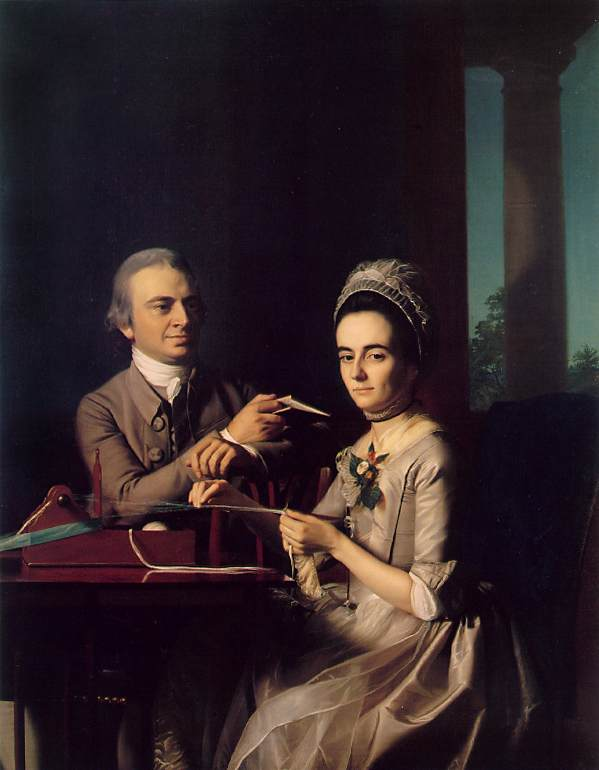
Mifflin y su esposa Sarah Morris, retrato de 1773 de John Singleton Copley

Aunque la familia de Mifflin había sido cuáquera durante cuatro generaciones, fue expulsado de la Sociedad Religiosa de Amigos cuando se unió al Ejército Continental, porque su participación en el ejército contradecía las doctrinas pacifistas de esa fe. Mifflin se convirtió en miembro de la Sociedad Filosófica Estadounidense en 1768 y se desempeñó durante dos años como su secretario. Se desempeñó desde 1773 hasta 1791 como administrador del Colegio y la Academia de Filadelfia (ahora la Universidad de Pensilvania), incluidos dos años como tesorero (1773-1775).

## Muerte y legado
Mifflin murió en Lancaster, Pensilvania, el 23 de enero de 1800. Está enterrado en la Iglesia Luterana de la Santísima Trinidad en Lancaster.
Un marcador histórico de la Commonwealth de Pensilvania fuera de Holy Trinity, dedicado en 1975, conmemora a Thomas Wharton y Mifflin, los primeros y últimos presidentes de Pensilvania bajo la Constitución de Pensilvania de 1776. Se lee:

### Homónimos
- Mifflin Hall (dormitorio en el campus de University Park de la Universidad Estatal de Pensilvania)[20]
- Mifflin Hall (edificio principal del Centro y Escuela de Intendencia del Ejército de EE. UU. en Fort Lee, Virginia)[21]
- Escuela Thomas Mifflin, Distrito Escolar de Filadelfia